# 11753 Geoffburbidge
A 11753 Geoffburbidge (ideiglenes jelöléssel 2064 P-L) a Naprendszer kisbolygóövében található aszteroida. Cornelis Johannes van Houten,  Ingrid van Houten-Groeneveld és Tom Gehrels fedezte fel 1960. szeptember 24-én.